# تاتسومی کویشی
تاتسومی کویشی (انگلیسی: Tatsuomi Koishi؛ زادهٔ ۲۲ اوت ۱۹۷۷) بازیکن فوتبال اهل ژاپن است.
از باشگاه‌هایی که در آن بازی کرده‌است می‌توان به باشگاه فوتبال ساگان توسو اشاره کرد.